# Matt Zunic
Matthew "Matt" Zunic (Refton, Pensilvania, 19 de diciembre de 1919-Lecanto, Florida, 15 de diciembre de 2006) fue un jugador y entrenador de baloncesto estadounidense que disputó una temporada en la BAA, además de jugar previamente en la NBL. Con 1,91 metros de estatura, jugaba en la posición de escolta. Fue entrenador durante once temporadas de equipos de la División I de la NCAA.

## Trayectoria deportiva

### Universidad
Jugó durante cuatro temporadas con los Colonials de la Universidad George Washington, siendo el máximo anotador de su equipo en las dos últimas, promediando 11,5 y 13,3 puntos respectivamente. En 1942 fue incluido en el segundo mejor quinteto de la Southern Conference.

### Profesional
Tras cumplir con el servicio militar, jugó en los Midland Dow A.C.'s de la NBL hasta que en 1948 fichó por los Washington Capitols de la BAA, quienes lo habían elegido el año anterior en la lista de negociación del Draft de la BAA de 1947, con los que jugó una temporada en la que llegaron a las Finales en las que cayeron ante Minneapolis Lakers. Zunic aportó 4,9 puntos por partido.

#### Estadísticas en la BAA

##### Temporada regular
| Temporada | Edad | Equipo              | Liga | P  | TIT | MIN | TC  | TCA | %TC  | 3P | 3PA | %3P | TL  | TLA | %TL  | R.OF. | R.DEF. | REB | ASIS | ROB | TAP | PER | FP  | PTS |
| 1948-49   | 29   | Washington Capitols | BAA  | 56 |     |     | 1.8 | 5.8 | .303 |    |     |     | 1.4 | 1.9 | .706 |       |        |     | 0.9  |     |     |     | 3.3 | 4.9 |
| Total     |      |                     | BAA  | 56 |     |     | 1.8 | 5.8 | .303 |    |     |     | 1.4 | 1.9 | .706 |       |        |     | 0.9  |     |     |     | 3.3 | 4.9 |

##### Playoffs
| Temp.   | Edad | Equipo              | Liga | P | MIN | TCA | TC | 3PA | 3P | TLA | TL | R.OF. | REB | ASIS | ROB | TAP | PER | FP | PTS | %TC  | %3P | %FT  | MIN | PTS | REB | AST |
| 1948-49 | 29   | Washington Capitols | BAA  | 9 |     | 7   | 39 |     |    | 12  | 19 |       |     | 6    |     |     |     | 26 | 26  | .179 |     | .632 |     | 2.9 |     | 0.7 |
| Total   |      |                     | BAA  | 9 |     | 7   | 39 |     |    | 12  | 19 |       |     | 6    |     |     |     | 26 | 26  | .179 |     | .632 |     | 2.9 |     | 0.7 |

### Entrenador
Tras retirarse, fue entrenador asistente en la Universidad George Washington durante una temporada, firmando posteriormente con la Universidad de Boston como entrenador principal, puesto que ocupó entre 1952 y 1959. De ahí pasó a la Universidad de Massachusetts Amherst, donde permaneció hasta 1963.